# Fernand Khnopff
Fernand Edmond Jean Marie Khnopff (12 de setembre de 1858 – 12 de novembre de 1921) va ser un pintor simbolista belga.

## Joventut i formació

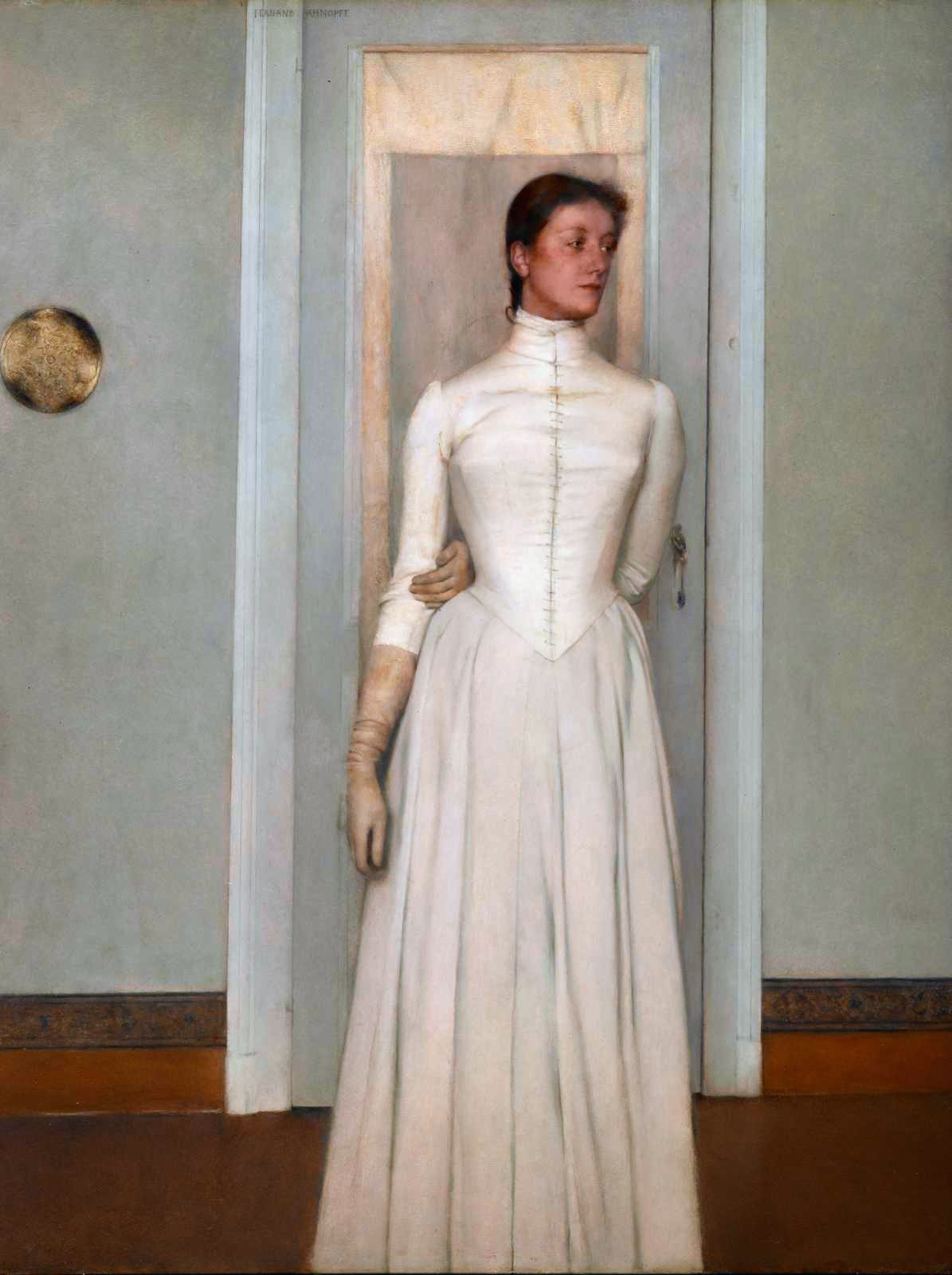
"Retrat de Marguerite Khnopff" (1887), per Fernand Khnopff

Fernand Khnopff va néixer en el si d'una família rica que formava part de l'alta burgesia durant generacions. Els seus avantpassats havien viscut a la zona de flamenca de Vossenhoek Grembergen des de principis del segle XVII, però eren d'origen austríac i portuguès. La majoria dels homes de la seva família havien estat advocats o jutges, i el jove Fernand estava destinat per a una carrera jurídica. En la seva infància (1859-1864), va viure a Bruges, on el seu pare va ser nomenat Substitut Du Procureur Du Roi. Els seus records d'infància de la ciutat medieval de Bruges jugarien un paper important en la seva obra posterior. El 1864, la família es va traslladar a Brussel·les. En la seva infància Khnopff va passar part de les vacances d'estiu en el llogaret de Tillet, no lluny de Bastogne, a Luxemburg, on els seus avis maternstenien una propietat. Va pintar diverses vistes d'aquest poble.
Per complaure els seus pares, va anar a l'escola de lleis de la Universitat Lliure de Brussel·les quan tenia 18 anys. Durant aquest període, va desenvolupar una passió per la literatura, descobrint les obres de Baudelaire, Flaubert, Leconte de Lisle i altres autors majoritàriament francesos. Amb el seu germà més jove, Georges Khnopff – també un aficionat apassionat de la poesia i la música contemporània – va començar a freqüentar Jeune Belgique ("Bèlgica Jove"), un grup d'escriptors joves format per Max Waller, Georges Rodenbach, Iwan Gilkin i Emile Verhaeren.
Khnopff va deixar la universitat a causa d'una manca d'interès en els seus estudis jurídics i va començar a freqüentar l'estudi de Xavier Mellery, qui el va introduir amb l'art de pintar. El 25 d'octubre de 1876, es va matricular pel Cours De Dessin Après Nature ("curs de dibuix de la natura") a l'Académie Royale des Pretendents-Arts. A l'acadèmia, va ser company d'estudis del famós James Ensor, qui no li va agradar des de l'inici. Entre 1877 i 1880, Khnopff va fer diversos viatges a París on va descobrir l'obra de Delacroix, Ingres, Moreau i Stevens. A l'Exposició Universal de París de 1878 va entrar en contacte amb l'obra de Millais i Burne-Jones. Durant el seu últim any a l'acadèmia el 1878-1879 es va oblidar de les seves classes a Brussel·les i va viure per un temps a Passy-lès-Paris, on va visitar els Cursos Lliures de Jules Joseph Lefebvre a l'Académie Julian.

## Començaments amb Le Groupe des XX

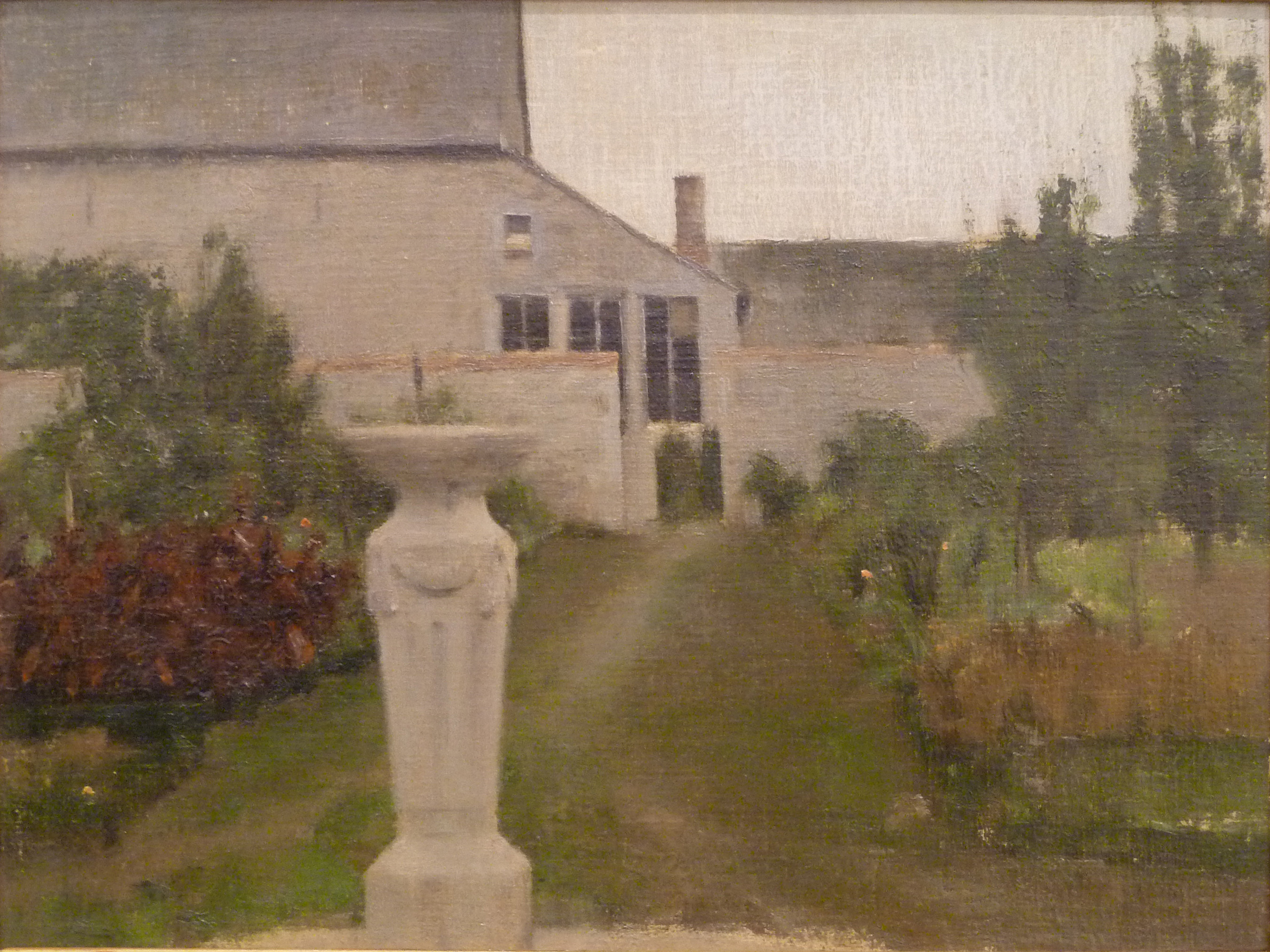
"El Jardí" (1886)

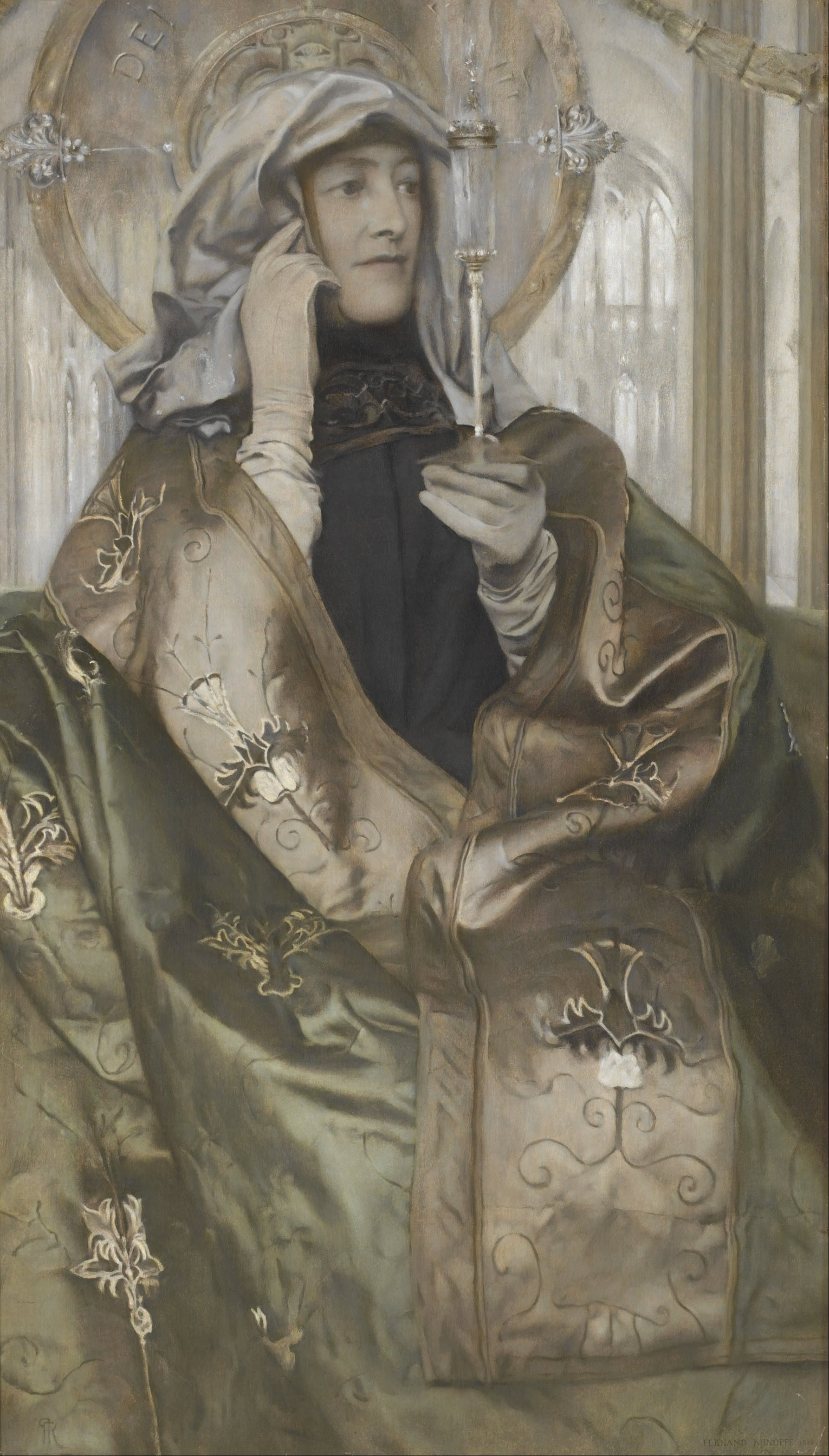
Fernand Khnopff - Encens

El 1881, va presentar les seves obres en públic per primera vegada al "Salon de l'Essor" a Brussel·les. L'avaluació dels crítics al seu treball va ser molt dura, amb l'excepció d'Emile Verhaeren que va fer una notícia elogiant. Verhaeren seguiria sent un partidari seu de per vida i escriuria la primera monografia del pintor. El 1883, va ser un dels membres fundadors del grup Le Groupe des XX. Khnopff va exposar amb regularitat al "Saló" anual organitzat per Les XX. El 1885, va conèixer al novel·lista francès Joséphin Peladan el futur gran mestre de la Rosa-creu "Ordre de la Rose + Croix". Péladan va demanar a Khnopff que dissenyés la portada del seu nou llibre "Le Vice suprême". Khnopff va acceptar l'encàrrec, però va acabar per destruir la seva obra, perquè la famosa soprano Rose Caron es va sentir ofesa pel retrat imaginari d'Elionor d'Este que Khnopff havia dissenyat per adornar la tapa i en el qual Caron creia reconèixer el seu propi rostre. La reacció vehement de "La Caron" en aquesta ocasió va provocar un escàndol a la premsa belga i parisenca, però va ajudar a fer conegut el nom Khnopff com a artista. Va seguir dissenyant il·lustracions per a les obres de Péladan, sobretot per "honnêtes Femmes" (1888) i "Le Panthée" (1892). En diverses ocasions (1892, 1893, 1894 i 1897) Khnopff va ser el convidat d'honor a les exposicions de la parisenca "Salon de la Rose + Croix", organitzat per Péladan.

## Darrers anys
El 1889, Khnopff va tenir els seus primers contactes amb Anglaterra, on romandria i exposaria regularment en el futur. Artistes britànics com Hunt, Watts, Rossetti, Brown i Burne-Jones es convertirien en amics seus. A partir de 1895 va treballar com a corresponsal per la revista d'art britànica The Studio. Fins a l'esclat de la Primera Guerra Mundial, el 1914, va ser responsable per la rúbrica "Studio-Talks-Brussels" des d'on va informar sobre les evolucions artístiques dins Bèlgica i l'Europa continental. El març de 1898 va presentar una selecció de 21 obres en la primera exposició de la Secessió de Viena, on la seva feina va ser rebuda amb admiració massiva. Les obres presentades a la Secessió varen tenir una influència important en l'estil de Gustav Klimt.

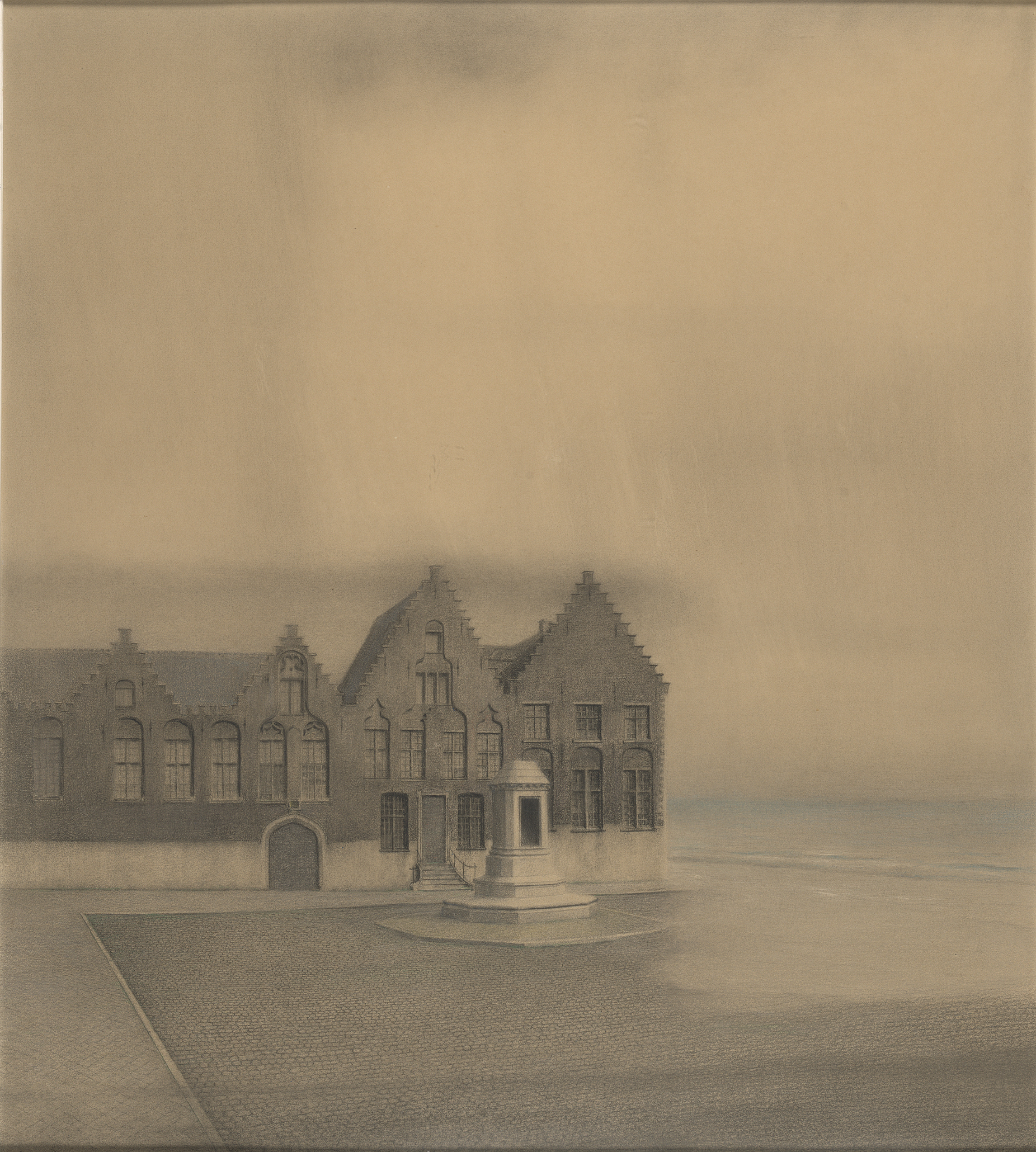
La ciutat abandonada, un dibuix simbolista de Fernand Khnopff, inspirat en el paisatge de la plaça Woensdagmarkt de Bruges.

Des de 1900 cap endavant, Khnopff va estar compromès en el disseny de la seva nova casa i estudi a Brussel·les (enderrocat). La casa estava inspirada en la Secessió de Viena, i més en particular, per l'arquitectura de Joseph Maria Olbrich. A la sòbria arquitectura i decoració, Khnopff va afegir un concepte espacial altament simbòlic i decoratiu que va convertir casa seva en un "Temple de si mateix". La casa va funcionar com un santuari en el qual el geni del pintor podia florir. El seu lema "On a que soi" (Un no té més que a un mateix) estava inscrit sobre la porta d'entrada, al seu estudi i ho va pintar al mig d'un cercle d'or inscrit al terra de mosaic blanc. Aquest escenificació gairebé teatral era sens dubte un reflex de la seva passió pel teatre i l'òpera. Els primers dissenys de Khnopff per al teatre comencen a partir de 1903, quan va esbossar els conjunts per a una producció de l'obra de Georges Rodenbach "Le Mirage" al Deutsches Theater de Berlín. Aquesta producció va ser dirigida pel famós Max Reinhardt, i els conjunts que evoquen els carrers ombrívols de la misteriosa ciutat de Bruges, on Khnopff havia passat la seva primera infància, van ser molt apreciades pel públic i la crítica de Berlín. Després que hagués estat contractat per dissenyar el vestuari i els decorats per a l'estrena mundial de l'òpera d'Ernest Chausson Le Roi Arthus al Teatre Reial de la Moneda de Brussel·les el 1903, va col·laborar en més d'una dotzena de produccions d'òpera representades a "La Moneda" en la dècada següent. El 1904 l'ajuntament de Saint Gilles li va encarregar decorar els sostres del "Salle des Marriages" (Saló de Casaments) de l'Ajuntament nou, i en el mateix any va ser requerit pel ric banquer Adolphe Stoclet per dissenyar els plafons decoratius de la sala de música del Palais Stoclet. Aquí Khnopff va entrar en contacte un altre cop amb artistes prominents de la Secessió de Viena; l'arquitecte del Palais Stoclet Josef Hoffmann, i Gustav Klimt qui hi havia dissenyat un mosaic decoratiu per al seu menjador.
Tot i que no era un home molt obert i tenia una personalitat força aïllada, va aconseguir l'estatus de persona culte durant la seva vida. Reconegut i acceptat, va rebre l'Ordre de Leopold. La seva germana, Marguerite, era un dels seus temes favorits. La seva obra més famosa és probablement La Carícia ("L'Art ou Des Caresses"). El seu art sovint retratava un tema recurrent de l'art simbolista: la visió dualista de la dona, com a 'dona fatal' o com a "dona angelical".
Khnopff està enterrat al cementiri Laeken.

## Obres destacades

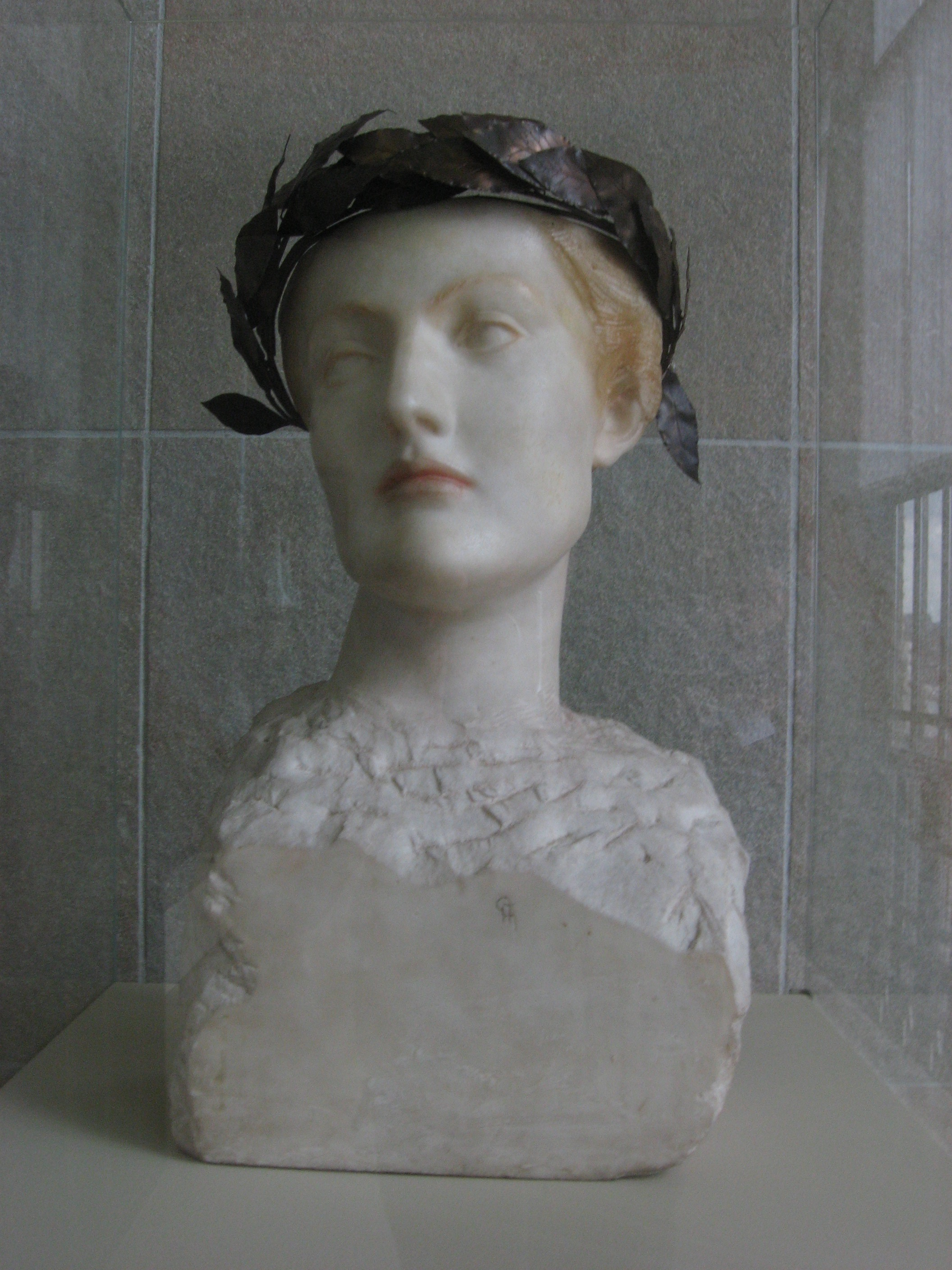
Futur O Una dona anglesa jove (1898)
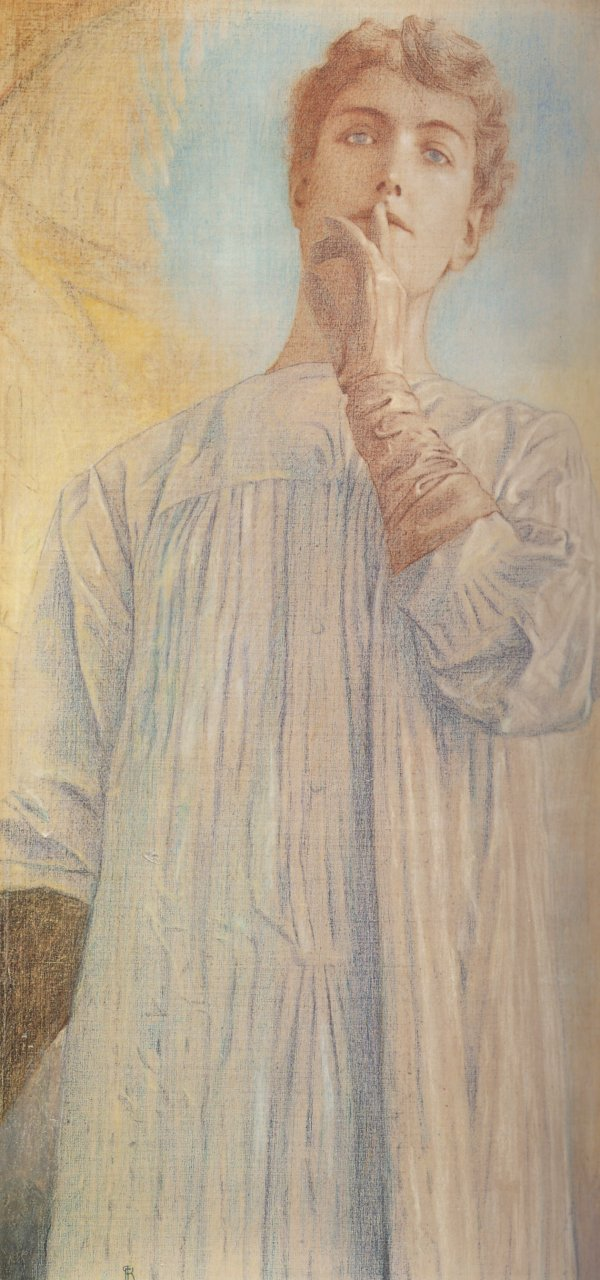
Silenci, 1890
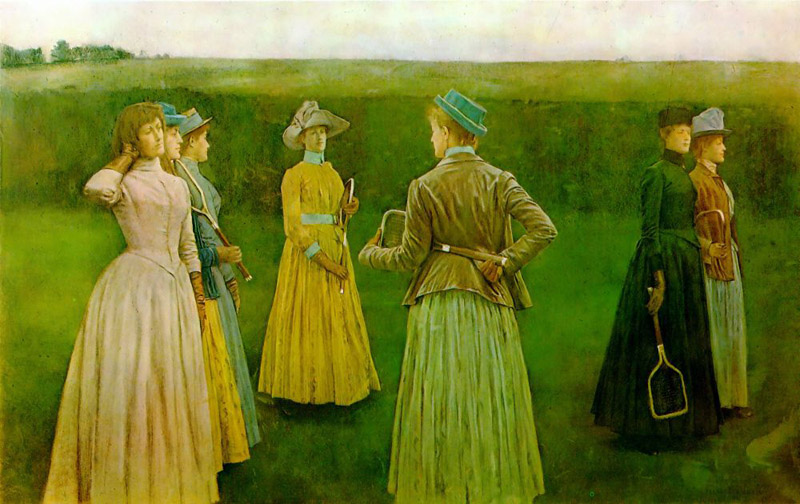
Memòries o Tennis sobre herba, 1889
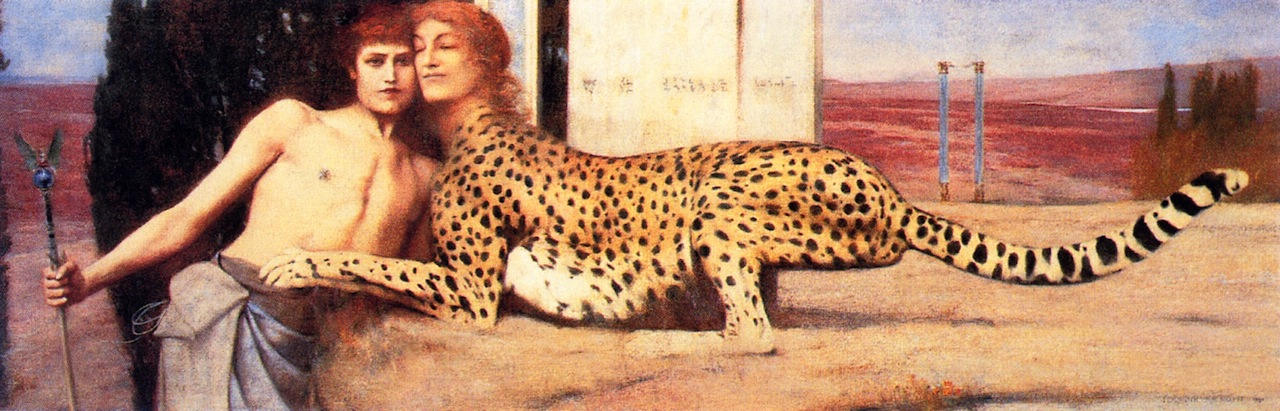
La Carícia